# Préfecture de Bidjar
La préfecture de Bidjar (ou Bijar ; en kurde : شاری بیجار ; en persan : شهرستان بیجار) est une préfecture dans la province de Kordestan en Iran, située dans l'est de la province. La capitale est la ville de Bijar d'une superficie de 5350 km2 est la plus grande ville de la province du Kurdistan. Au recensement de 2006, la population du comté est de 95 461 habitants. Le comté est sous-divisé en trois districts : le district central, de Tchang Almas, et de Korani. Le comté comporte cinq ville : Bidjar, Babarashani, Tup Aghadj, Pir Tadj et Yasoukand.
Bidjar est une région montagneuse au climat frais et sec. La majorité des habitants de Bidjar parlent le kurde méridional avec l’accent de Gurdish (kurde: Ghorrvous), et un petit pourcentage des habitants du nord-est de la ville parlent turc et parlent également le kurde. Les habitants de cette ville suivent la religion de l’islam (chiite et sunnite).
La ville de Bidjar était autrefois dans la province de Gurus.  
Bidjar est bordé par l'ouest avec les villes de Divandareh et Sanandadj, au sud avec la ville de Qorveh, au nord-est à la province de Zandjan, du nord-ouest à la province ouest d'Azerbaidjan et de l'est à la province de Hamedan. 

## Géographie naturelle et humaine
Bidjar est une région montagneuse située le long de la partie occidentale de l’Iran et un tiers de ses terres sont presque montagneuses. Le type de terre et sa structure sont constitués de roches sédimentaires, en particulier des composés argileux, calcaires et sableux, dus aux changements de la troisième ère de la géologie.
L'altitude de Bidjar est de 1 940 m. Bidjar a un climat frais et sec.
Les montagnes méridionales de Bidjar sont la frontière naturelle entre la ville de Bidjar et la ville de Ghorveh, et le plus haut sommet est le cumin d'une hauteur de 2642 mètres.
Les montagnes centrales de Bidjar sont à peu près parallèles aux montagnes du nord et sont proches des forêts de Bidjar et de Pir-Dagh et reliées aux montagnes de Ferghana.